# روبرت إف. هيل
روبرت إف. هيل (بالإنجليزية: Robert F. Hill)‏  (و. 1886 – 1966 م) هو مخرج أفلام، وممثل أفلام كندي، توفي في لوس أنجلوس، عن عمر يناهز 80 عاماً.
.

## وصلات خارجية
- روبرت إف. هيل على موقع IMDb (الإنجليزية)
- روبرت إف. هيل على موقع ألو سيني (الفرنسية)
- روبرت إف. هيل على موقع أول موفي (الإنجليزية)
- روبرت إف. هيل على موقع قاعدة بيانات الأفلام السويدية (السويدية)
- روبرت إف. هيل على موقع قاعدة بيانات الفيلم (الإنجليزية)
- روبرت إف. هيل على موقع كينوبويسك (الروسية)